# Tephrina strigosata
Tephrina strigosata är en fjärilsart som beskrevs av W. Warren 1897. Tephrina strigosata ingår i släktet Tephrina och familjen mätare. Inga underarter finns listade i Catalogue of Life.